# Mogorrita
El pico o cerro de la Mogorrita es una montaña de España, situada en la provincia castellanomanchega de Cuenca, perteneciente al municipio homónimo de Cuenca. Constituye el punto de mayor altitud de la serranía de Cuenca y de la provincia. El vértice geodésico situado en su cumbre se encuentra a una altitud de 1864,485 m s. n. m.

## Acceso
El acceso a la cumbre se realiza desde la carretera de Cuenca a Tragacete, en la cual es necesario tomar el desvío del km 65 de la carretera a Teruel. Después, tras 8,3 km, una pista forestal lleva hasta una caseta del ICONA, cerca de la cima.